# 阿什拉夫·坎蘇·葛里
阿什拉夫·坎蘇·葛里（阿拉伯语：‎），或稱坎蘇二世·葛里，是馬穆魯克蘇丹國布爾吉王朝倒數第二任的蘇丹，在位期間為1501年至1516年。